# Be Up to Date
Be Up to Date es un corto de animación estadounidense de 1938, de la serie de Betty Boop. Fue producido por los estudios Fleischer y distribuido por Paramount Pictures.

## Argumento
Betty Boop llega con su departamento de ventas móvil a una población rural: Hillbillyville, traducible a algo así como Villacateto. Allí logra vender muchos de los productos que lleva, pues los  pueblerinos ven insospechados usos en ellos. La sesión de venta deriva en una fiesta de música y baile.

## Producción
Be Up to Date es la septuagésima tercera entrega de la serie de Betty Boop y fue estrenada el 25 de febrero de 1938.